# Nieuw-Zeelandse zaagbek
De Nieuw-Zeelandse zaagbek (Mergus australis) is een uitgestorven vogel uit de familie Anatidae. De vogel werd in 1840 voor het eerst ontdekt rond de Aucklandeilanden ten zuiden van Nieuw-Zeeland en in 1841 beschreven. De laatste waarnemingen werden in 1902 gedaan.

## Kenmerken
De vogel was ongeveer zo groot als een middelste zaagbek. Het mannetje had een roodbruine nek en  kop met een kuif. De bovenkant en de staart waren blauwzwart, de vleugels leigrijs. Het vrouwtje was iets kleiner en had geen kuif.

## Voorkomen
Uit de vondsten van gefossiliseerde beentjes bleek dat de vogel een ruime verspreiding heeft gehad over het Zuidereiland en Stewarteiland. Er zijn op de Chathameilanden beentjes gevonden die mogelijk afkomstig zijn van een nauw verwante ondersoort.

## Status
De vogel was praktisch vleugelloos en daarom een gemakkelijke prooi voor jagers en door kolonisten geïntroduceerde zoogdieren als ratten, varkens, katten en honden. Dit leidde tot uitroeiing in de loop van de negentiende eeuw.